# خومه زار
خومه زار (بالفارسية: خومه‌زار) هي مدينة تقع في إيران في البلدة المركزية. يقدر عدد سكانها بـ 5,643 نسمة .